# Президентство Леоніда Кучми
Президентство Леоніда Кучми — правління другого президента України Леоніда Кучми. Єдиний з українських президентів, що був президентом два терміни. Уперше переміг на виборах президента у 1994 році діючого на той час президента Леоніда Кравчука. Вдруге на виборах президента 1999 року Петра Симоненка. Його попередник — Леонід Кравчук, а наступник — Віктор Ющенко.
Під час перших виборів Кучма позиціонував себе як проросійського президента. А під час других - вже був прозахідним, протиставляв себе комуністу Петру Симоненку.
У часи першого терміну Кучми з різною долею успішності було проведено низку економічних реформ, які немалою мірою визначають сучасне обличчя української держави. Протягом перших років його президентства було сформовано умови для появи на українському ринку фінансово-промислових груп, на базі яких згодом сформувалися бізнес-структури вітчизняних олігархів.
Другий термін відзначився чергою внутрішніх і зовнішніх потрясінь, скандалів та протестів. Як то Убивство Георгія Гонгадзе, Касетний скандал, акції Україна без Кучми та Повстань, Україно!, Авіакатастрофа 4 жовтня 2001, Конфлікт щодо острова Тузла. Другий термін Леоніда Кучми завершився Помаранчевою революцією, яку спровокували масові фальсифікації виборів Президента України.
У сфері зовнішньої політики президент Леонід Кучма керувався тактикою "багатовекторності", яка не передбачала однозначного вибору інтеграційних прагнень України і створювала бодай позірну видимість нормальних стосунків і зі східними, і з західними партнерами.

## Перший термін

### Президентські вибори 1994

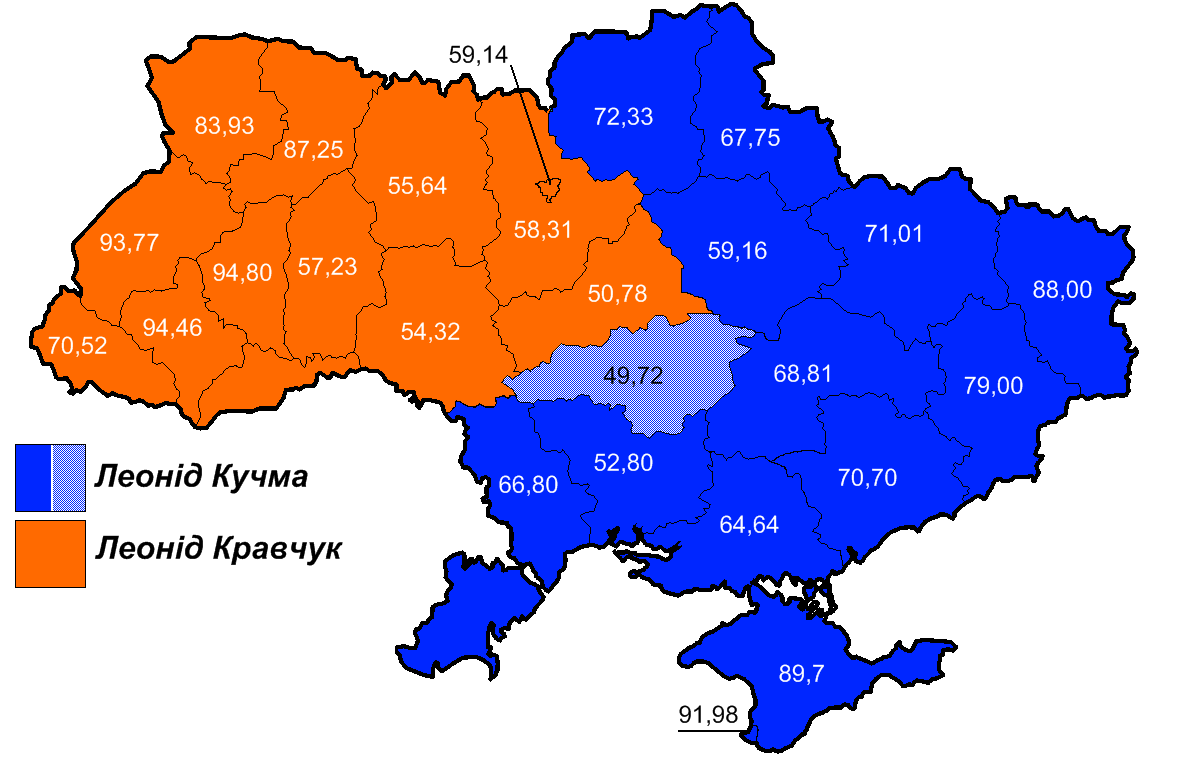
Підтримка за регіонами на виборах 1994 року

10 липня 1994 — обраний на посаду Президента України.
У 1-му турі президентських виборів набрав 31,17 %, найбільше в Криму — 82,6 %, найменше в Тернопільській, Івано-Франківській та Львівській областях — 2,5—3,5 % голосів.
У 2-му турі: 52,15 %, найбільше в Криму і Севастополі — 89,7 та 91,5 %, найменше в Тернопільській, Івано-Франківській та Львівській областях — 2,5—3,5 % голосів. З шести суперників головним конкурентом на виборах став на той час чинний президент — Леонід Кравчук, набрав у першому турі 37,92 %, а у другому — 45,1 % голосів.
Кучма прийшов до влади на проросійських лозунгах, зокрема обіцяв запровадити в Україні двомовність

### Інавгурація
Інавгурація відбулася 19 липня 1994 року. Кучма зайшов до зали парламенту через бокові двері без почесної варти. Він був без першої леді, а під час присяги клав руку на Пересопницьке Євангеліє. Гімн цього разу виконував оркестр без слів. Того ж дня, на відміну від Кравчука, він відсвяткував вступ на посаду прийомом у Маріїнському палаці.

### Події

#### Кримська криза
Протягом 1994—1995 років проросійський президент автономії Крим Ю. Мєшков вдався до низки кроків, які ставили під сумнів належність Криму до України.
У лютому 1995 року в Криму було проведено операцію за участю бійців українського загону спеціального призначення, в результаті якої Мєшкова було відпроваджено до Москви.

#### Розділення Чорноморського флоту
15 квітня 1994 між Україною та Росією була укладена Угода про поетапне врегулювання проблем Чорноморського флоту, згідно з якою флот України та Росії мав базуватися роздільно. 28 травня 1997 підписана Угода між Україною і Російською Федерацією про статус та умови перебування ЧФ РФ на території України, яка остаточно поділила кораблі флоту, прописала території, які надавалися ЧФ РФ в оренду на 20 років. В ході протистояння за чорноморський флот Росія забрала собі 80 % кораблів, багато з яких були просто вивезені з Чорного моря на інші флоти Росії.

#### Ухвалення Конституції України

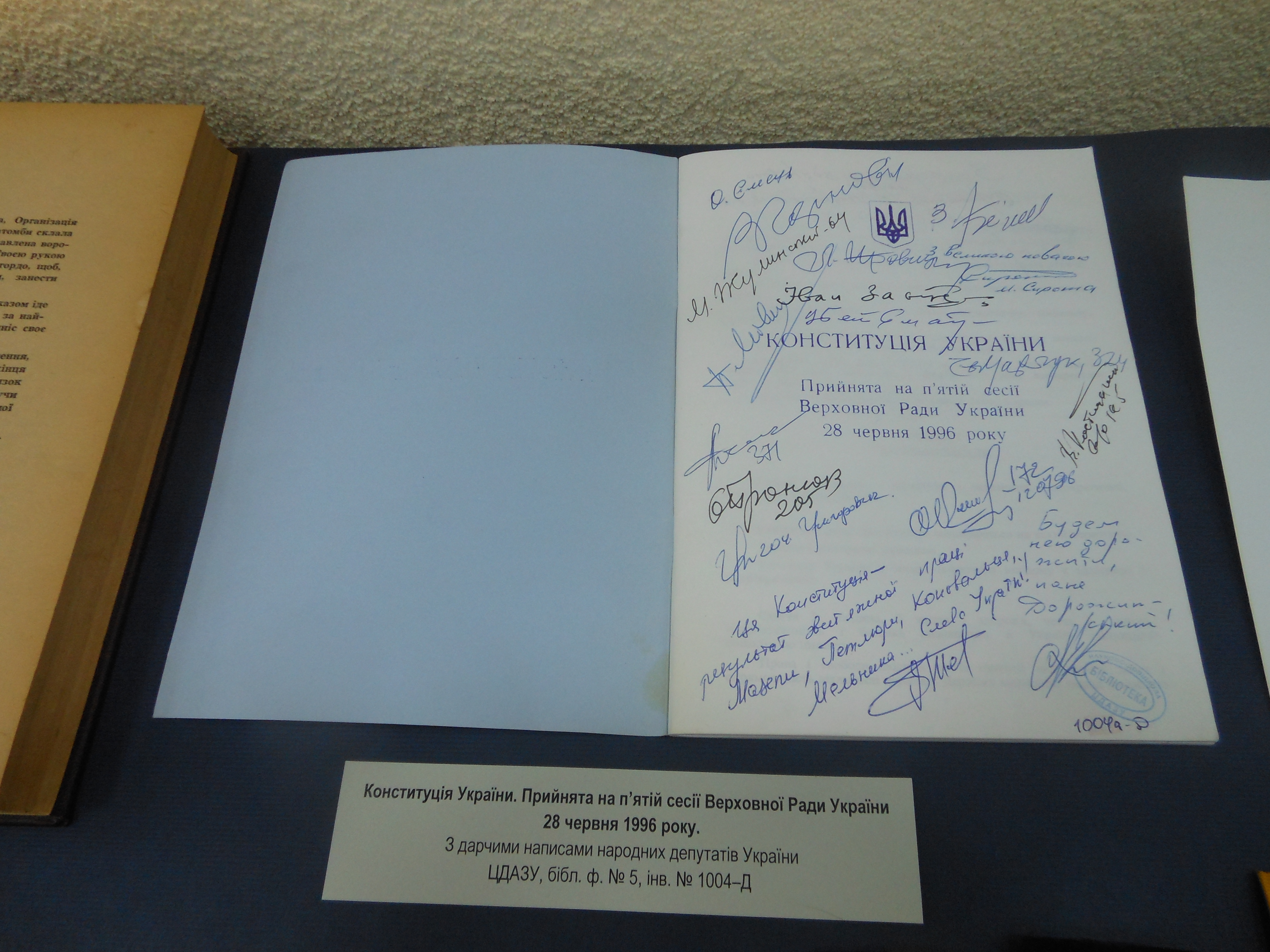
Конституція України з дарчими написами депутатів. З фондів ЦДАЗУ

2 квітня 1996 року Верховна Рада України винесла питання про проект Конституції України до порядку денного пленарних засідань, а 17 квітня розпочався його розгляд.
4 квітня 1996 року [Архівовано 28 листопада 2019 у Wayback Machine.] 10 депутатських фракцій (без соціалістів та комуністів) створили міжфракційну депутатську групу з розробки Конституції під керівництвом заступника голови Народного Руху України  О. В. Лавриновича. З 5 травня 1996 року — створена на її основі Тимчасова спеціальна комісія з доопрацювання проекту Конституції України, в якій голову, на вимогу комуністів і соціалістів, було замінено з О. Лавриновича народним депутатом України М. Д. Сиротою.
28 травня — 4 червня 1996 року відбулося перше читання проекту, а через два тижні й друге читання. Доопрацьований Тимчасовою спеціальною комісією проект Основного Закону був прийнятий Верховною Радою у першому читанні 4 червня (258 голосів — «за»). При підготовці до другого читання до проекту Конституції України Тимчасова спеціальна комісія врахувала близько 6 тис. поправок до зазначеного акта.
Ситуація загострилася 26 червня 1996 року, коли Рада національної безпеки України і Рада регіонів при Президентові України виступили з різким засудженням будь-яких подальших зволікань з прийняттям нової Конституції України, оскільки такі зволікання загострюють соціально-економічну ситуацію в державі. Того ж дня Президент України видав указ про проведення всеукраїнського референдуму 25 вересня 1996 року щодо прийняття нової Конституції України, в основу якої було покладено варіант проекту Основного Закону в редакції робочої групи від 11 березня 1996 року.
У відповідь на це Верховна Рада України прийняла 27 червня постанову «Про процедуру продовження розгляду проекту Конституції України у другому читанні», відповідно до положень якої Погоджувальна рада депутатських фракцій і груп визначає нерозглянуті статті конституційного проекту або їх окремі частини і вносить пропозиції про їх «упереджуючий» розгляд. Парламент розглядає визначені Погоджувальною радою статті та їх окремі частини в редакції, запропонованій Тимчасовою спеціальною комісією, і приймає щодо них рішення згідно з Регламентом. У разі відхилення пропозиції Комісії голосуються альтернативні поправки до цієї пропозиції. В разі відхилення всіх поправок передбачалося вироблення узгоджувальної редакції її тексту з урахуванням поправок, що набрали найбільшу кількість голосів, Узгоджувальні пропозиції мали розроблятися Погоджувальною радою і передаватися до Тимчасової спеціальної комісії для опрацювання та внесення їх на розгляд парламенту.
28 червня 1996 року о 9 год 18 хв після 24 годин безперервної роботи Верховна Рада України прийняла і ввела в дію Конституцію України («за» проголосували 315 народних депутатів).

#### Договір про дружбу з Росією
Договір було підписано у Києві 31 травня 1997 Президентом України Леонідом Кучмою та Президентом Російської Федерації Борисом Єльциним. В угоді закріплюються принцип стратегічного партнерства, визнання непорушності існуючих кордонів, поваги до територіальної цілісності та взаємні зобов'язання не використовувати свою територію на шкоду безпеці один одного.

### Економічні реформи
У жовтні 1994 року Верховна Рада схвалила розроблену командою нового президента стратегію економічних реформ. Саме у часи першого терміну Кучми з різною долею успішності було проведено низку економічних реформ. Протягом перших років його президентства було сформовано умови для появи на українському ринку фінансово-промислових груп, на базі яких згодом сформувалися сучасні бізнес-структури вітчизняних олігархів.

#### Приватизація
У 1995 році в Україні запустили сертифікатну (або ж ваучерну) приватизацію. Цей захід, завдяки якому кожен громадянин держави мав отримати можливість стати ефективним власником колишніх державних підприємств, за висновками експертів, своїх цілей не досяг, однак дозволив формально роздержавити вагому частку економіки країни.
Ще у 1996 році почалася реформа аграрного сектора, завдяки якій колишні колгоспні землі було розпайовано між селянами, що працювали на них.

#### Введення гривні

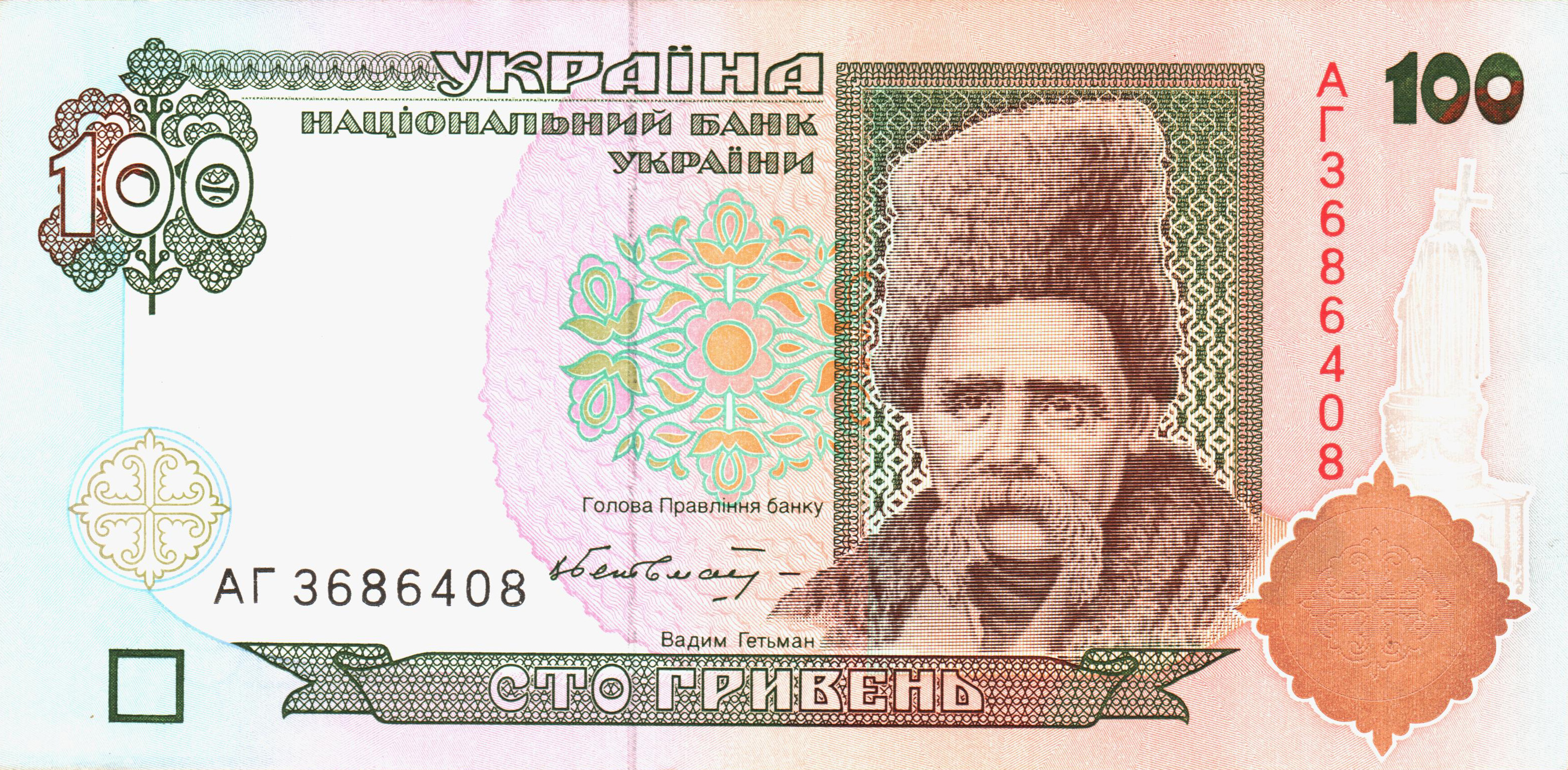
Банкнота номіналом 100 гривень 1996 року випуску (друга серія сучасної гривні)

Завдяки налагодженню співпраці з західними фінансовими установами та стабілізації ситуації в економіці країни – показники інфляції з чотиризначних показників зменшилися до двозначних – у вересні 1996 року було проведено грошову реформу.
25 серпня 1996 року в засобах масової інформації було оголошено Указ Президента України Леоніда Кучми «Про грошову реформу в Україні». Відповідно до Указу Президента України грошова реформа проводилася від 2 до 16 вересня 1996 року.

## Другий термін

### Президентські вибори 1999

#### Передвиборчі перегони
У березні 1999 року в автомобільній катастрофі загинув лідер Народного руху України В’ячеслав Чорновіл, котрого теж розглядали у якості ймовірного кандидата від президента.
У результаті на президентські вибори 1999 року висунулась низка опозиційних кандидатів, які, по суті, відбирали голоси один у одного, а до другого туру вийшли чинний тоді президент Леонід Кучма та лідер Комуністичної партії Петро Симоненко.
Експерти вказували, що в другому турі виборів було розіграно сценарій, який спрацював на російський виборах за три роки перед тим: конструктивний, в міру прозахідний президент проти комуністичної загрози реваншу. Завдяки застосуванню цих технологій Леонідові Кучмі вдалося стати президентом вдруге за рахунок виборців тих регіонів, які голосували проти нього на виборах п’ятирічної давнини.

#### Результати

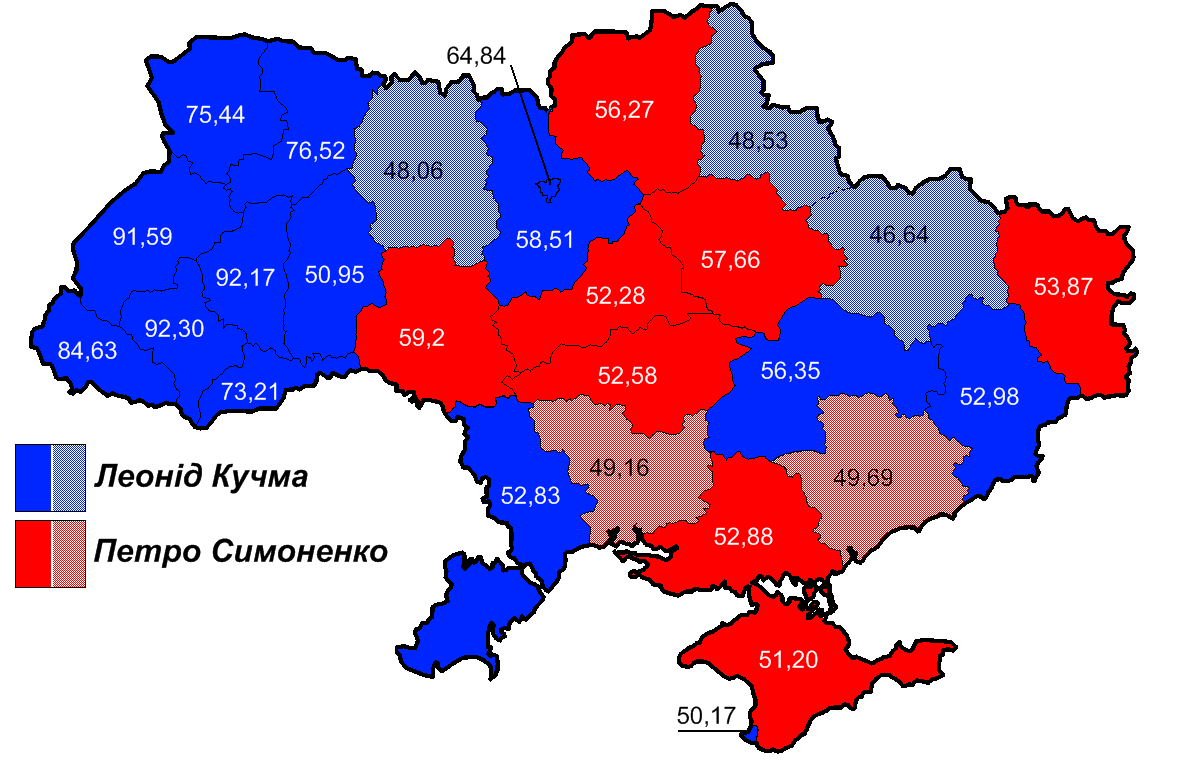
Підтримка за регіонами на виборах 1999 року

14 листопада 1999 вдруге обраний на посаду Президента України. Хоча перед першим строком Кучма позиціонував себе як проросійського кандидата, на президентських виборах 1999 року Кучма переміг як прозахідний президент.
У першому турі виборів впевнену перемогу здобув Леонід Кучма, але йому не вдалося набрати 50 % голосів виборців. На 14 листопада було призначено 2-й тур виборів. Інтерес до другого туру президентських виборів не знизився, а навіть зріс. Президентом України вдруге було обрано Леоніда Кучму. За нього проголосувало 56 % виборців, а за Петра Симоненка — близько 38 %. З великим відривом чинний Президент переміг у західних областях — на Закарпатті, Івано-Франківщині, Львівщині, Тернопільщині, Волині, Рівненщині і на Буковині. Тут за нього віддали свій голос від 92 % до 73 % виборців. З помітною перевагою він переміг Петра Симоненка також у Дніпропетровській, Київській, Хмельницькій, Одеській областях, містах Києві та Севастополі, на Донеччині.

### Інавгурація
Друга інавгурація Кучми відбулася 30 листопада 1999 року і вирізнялася помпезністю. Захід вперше відбувається не в приміщенні парламенту через складні стосунки Кучми з депутатами, а в Палаці Україна у присутності понад десяти іноземних делегацій. На цій інавгурації глава держави вперше отримає нагрудний знак, булаву та печатку президента України.

### Події

#### Убивство Георгія Гонгадзе
Увечері 16 вересня 2000 року журналіст і засновник інтернет-видання «Українська правда» Георгій Гонгадзе зник після того, як покинув квартиру Олени Притули, головного редактора цього ж видання. Останній раз Притула бачила його близько 22:30, коли він прямував додому до дружини й дітей. З тих пір Гонгадзе більше ніхто не бачив. Його обезголовлене тіло було знайдено 2 листопада 2000 року у неглибокій ямі приблизно за 100 км від Києва.

#### Касетний скандал
Восени 2000 був звинувачений у зникненні опозиційного журналіста — Георгія Гонгадзе (так званий «касетний скандал»). Олександр Мороз оприлюднив аудіозапис, на якому нібито були записані розмови президента, глави адміністрації президента Володимира Литвина і міністра внутрішніх справ України Юрія Кравченка, що стосувалися зникнення Гонгадзе. Це послужило початком акції «Україна без Кучми», організованою опозицією. Учасники протесту проводили багатолюдні вуличні демонстрації та створили наметові містечка в центрі Києва. У 2001 Верховна Рада безрезультатно кілька разів намагалася винести недовіру стосовно Леоніда Кучми. 21 березня 2011 року в постанові одного із слідчих Генеральної прокуратури фігурувало прізвище Кучми, що пов'язано з потенційним визнанням того, що мало місце перевищення службових повноважень. 23 березня 2011 року Леонід Кучма прибув до Генеральної прокуратури. Але, коли була спроба організувати там очну ставку його та Миколи Мельниченка, покинув прокуратуру.
Його звинувачували в незаконному продажі зброї, в організації побиття депутата Олександра Єльяшкевича. Леонід Кучма втратив популярність в країні, і згідно з даними соціологічних досліджень не довіряло йому приблизно 60% українців, тоді як довіряли 10-20 % опитуваних. У грудні 2002 р. опитування організації Міжнародна фундація виборчих систем показувало, що рейтинг довіри до Кучми знизився до найнижчої точки з часу обрання на посаду президента. Йому довіряло лише 12-14% українців. Така ж тенденція була і у ставленні громадян до Верховної Ради та інших державних інститутів .

#### Акція "Україна без Кучми"
У 2000—2001 роках пройшла кампанія протестів в Україні, організована політичною опозицією; спрямована переважно на відставку Президента Леоніда Кучми.
Перший протест було проведено 15 грудня 2000 року, у ньому брали участь 24 політичні партії та громадські організації, серед них Соцпартія, партія «Собор», УРП, Реформи і порядок, УНА-УНСО, Українська комуністична спілка молоді, Всеукраїнська партія трудящих та інші, як націоналістичні, так і деякі ліві партії. Учасники акції розбили наметове містечко у центрі Києва з вимогами відставки президента країни й керівників силових відомств, проведення незалежної експертизи у справі зниклого журналіста Георгія Гонгадзе (гасло «Хочемо правди»).
У 2001 році прем'єр-міністр Віктор Ющенко звільнений з посади і в наступному році долучився до опозиції.

#### Авіакатастрофа 4 жовтня 2001
4 жовтня 2001 року літак Ту-154 авіакомпанії «Сибір», що виконував рейс SBI-1812 по маршруту Тель-Авів — Новосибірськ, упав над Чорним морем о 12:44 за київським часом. Згодом у морі були знайдені частина багажу та деталі внутрішнього оздоблення літака. Загинули всі 66 пасажирів (з них 51 громадян Ізраїлю та 15 громадян Росії) та 12 членів екіпажу.
Катастрофа сталась у момент проведення бойових пусків ракет під час спільних українсько-російських навчань з ППО, які проходили на підконтрольному Росії полігоні 31-го дослідного центру Чорноморського флоту Російської Федерації на мисі Опук неподалік міста Керч (Крим). Попри ряд проведених слідчих заходів та політичних заяв винні та причини авіакатастрофи юридично не встановлені.

#### Вибори до ВРУ 2002
На парламентських виборах 2002 р. Кучма підтримав блок «За єдину Україну!», який очолив голова президентської адміністрації Володимир Литвин і прем'єр-міністр Анатолій Кінах. З результатом 11,8 % пропрезидентський блок фактично зазнав поразки. Проте Кучмі вдалося сформувати лояльну до нього більшість у Верховній Раді 4-го скликання за рахунок мажоритарних депутатів обраних, головним чином, на Донбасі.
Після виборів у країні розпочалися масштабні протестні акції «Повстань, Україно!», що знизили авторитет чинного Президента як серед громадян, так і за кордоном.

#### Акція "Повстань, Україно!"
У 2-й половині 2002 — 1-й половині 2003 року Україною прокотилась низка протестних акцій українських опозиційних сил, що справили значний вплив на українську політику до президентських виборів 2004 року.
Організаторами акції була «трійка» опозиційних партій — Соціалістична партія України, Комуністична партія України і Блок Юлії Тимошенко. Пізніше до них приєдналася «Наша Україна» Віктора Ющенка.
Метою акції громадянської непокори, що згодом переросла у спробу повстання, були дострокові вибори Президента України. Вона проходила на фоні багатьох тригерів, що істотно знижували рейтинг чинного Президента Леоніда Кучми: Касетного скандалу (справа Гонгадзе), скандалу навколо «Кольчуг», невщухаючого скандалу з «темниками», Скнилівської трагедії. Прем'єр-міністром на той час був Анатолій Кінах, що змінив минулого року популярного Ющенка; Адміністрацію Президента очолював Віктор Медведчук; генеральний прокурор — Святослав Піскун.
Період нестабільності вересня-жовтня 2002 року мав наслідками, з одного боку, консолідацію опозиції в очікуванні президентських виборів, а з іншого — серйозний розворот влади в напрямку Росії.

#### Конфлікт щодо острова Тузла
У вересні 2003 року від російської станиці Тамань Темрюкського району Краснодарського краю у напрямку до острова Тузла починають насипати греблю з метою з'єднання її з російським берегом. На думку аналітиків, метою конфлікту було вчинення тиску на Україну стосовно делімітації кордону в Керченській протоці та Азовському морі.
У листопаді 2003 прем'єр-міністри Росії і України домовились про припинення подальшого будівництва дамби. У липні 2005 року в результаті чергових консультацій України та Російської Федерації 12—13 липня прес-служба МЗС України оголосила, що Росія визнала приналежність Україні острова Коса Тузла і «вод навколо нього». Проте в Департаменті інформації і друку МЗС РФ у відповідь на таку інформацію сказали: «правовий статус острова Тузла залишається невизначеним».
|                                          |
| Керченська протока напередодні конфлікту |

|                                            |
| Керченська протока після спорудження дамби |

#### Помаранчева Революція

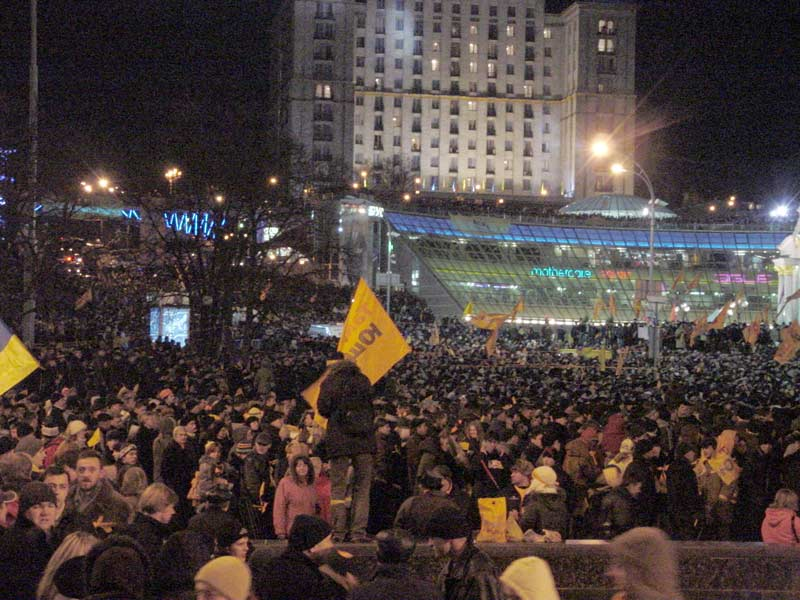
Акція непокори проти фальсифікації виборів Президента України, 22 листопада 2004, Майдан Незалежності, Київ

Після оголошення Центральною виборчою комісією попередніх результатів, згідно з якими нібито переміг суперник Віктора Ющенка — Віктор Янукович, почались кампанія протестів, мітингів, пікетів, страйків та інших актів громадянської непокори в Україні, організована і проведена прихильниками Ющенка, основного кандидата від опозиції на президентських виборах. Вони тривали протягом листопада — грудня 2004 року і закінчились призначенням Верховним судом повторного другого туру президентських виборів (не передбаченого прямо законодавством). Внаслідок компромісу, досягнутого фракціями Верховної Ради, після призначення повторного другого туру виборів були прийняті зміни до Конституції, які отримали назву Конституційна реформа 2004. Конституційна реформа зменшила повноваження президента, і, таким чином, знизила рівень значущості спірних президентських виборів.

## Політика

### Багатовекторність

#### Перший термін
Зовнішня політика Леоніда Кучми не передбачала однозначного вибору інтеграційних прагнень України. Вже у грудні 1994 року США, Велика Британія, Росія та Китай підписали меморандум про гарантії безпеки України в обмін на відмову Києва від статусу ядерної держави. Саме цей документ дав змогу Україні остаточно встановити конструктивні стосунки із Заходом.
Довше тривали пошуки взаєморозуміння з Росією. Державна дума до кінця 1996 року ухвалювала постанови, що фіксували російські претензії на Севастополь. До травня 1997 року тривала епопея з розподілом радянського Чорноморського флоту, яка завершилась фактично перемогою Росії.
Протягом 1994—1995 років проросійський президент автономії Крим Ю. Мєшков вдався до низки кроків, які ставили під сумнів належність Криму до України.
У лютому 1995 року в Криму було проведено операцію за участю бійців українського загону спеціального призначення, в результаті якої Мєшкова було відпроваджено до Москви.
Подібною тактикою багатовекторності Леонід Кучма протягом першого терміну президентства керувався і у сфері внутрішньої політики.
Кучма прийшов до влади на проросійських лозунгах, зокрема обіцяв запровадити в Україні двомовність, але згодом він почав шукати союзників у націонал-демократичному політичному таборі.
У 1995 році Кучмою та Морозом було підписано Конституційний договір про основні засади організації та функціонування державної влади і місцевого самоврядування. Цей договір втратив свою чинність у червні 1996 року, коли парламент ухвалив Конституцію України.
Наприкінці першого терміну загострилося протистояння Кучми із Павлом Лазаренком, яке закінчилося еміграцією та арештом останнього у США.

#### Другий термін
На президентських виборах 1999 року Кучма переміг як прозахідний президент.
Помітні наслідки у зовнішньополітичному курсі Леоніда Кучми мав «Касетний скандал», який спалахнув наприкінці 2000 року.
В одній із порцій записів, які оприлюднив Микола Мельниченко, йшлося про те, що за участю і з санкцією Кучми здійснювалось постачання українських систем радіотехнічної розвідки до Іраку. Хоча доказів такого продажу не було продемонстровано, Кучма фактично опинився в міжнародній ізоляції.
Складні відносини із Заходом підштовхнули Кучму до участі у східному інтеграційному утворенні — Єдиний економічний простір, про наміри створення якого було оголошено у 2003 році.
Восени 2003 року протягом кількох тижнів тривала криза, пов'язана із суперечками з Росією про належність острова Коса Тузла та кордону між двома державами у Керченській протоці.

### Політика щодо НАТО та ЄС
На початку 2002 року Україна оголосила про наміри добитися асоційованого членства в ЄС.
9 липня 2002 року Леонід Кучма своїм указом ввів у дію рішення Ради національної безпеки та оборони України від 23 травня про інтеграцію України до євроатлантичних структур.
У квітні 2002 року Кучма створив Державну раду з питань європейської та євроатлантичної інтеграції для координації дій органів влади по інтеграції України в політичний, економічний та правовий простір Європи. У лютому Україна заявила про бажання отримати статус країни-сусіда ЄС, який мав на увазі отримання перспективи асоційованого й повноправного членства.
24 березня 2003 року Україна і НАТО відкрили громадськості план Україна-НАТО, який було схвалено в листопаді 2002 року на Паризькому саміті. 24 квітня Кучма обговорив питання інтеграції України в Північноатлантичний союз з керівником комітету США з питань НАТО Б. Джексоном.
19 травня 2003 року Кучма заявив, що Україна довела обґрунтованість своєї заявки на членство в ЄС і розраховує на те, що на наступному саміті Україна-ЄС питання про асоційоване членство України може бути переведено у практичну площину.
У книзі «Україна — не Росія» Кучма пише, що Україна йде «в Європу разом з Росією» більшою мірою, ніж Болгарія і Румунія".
У 2004 році Кучма виключив з Військової доктрини положення про вступ України до НАТО та Європейського Союзу як кінцеву мету політики євроатлантичної та європейської інтеграції країни. 15 червня Кучма заявив, що на даному етапі Україна не готова вступити до НАТО і знаходиться на такій самій відстані від нього, як від Євросоюзу.